# Jim Dickinson

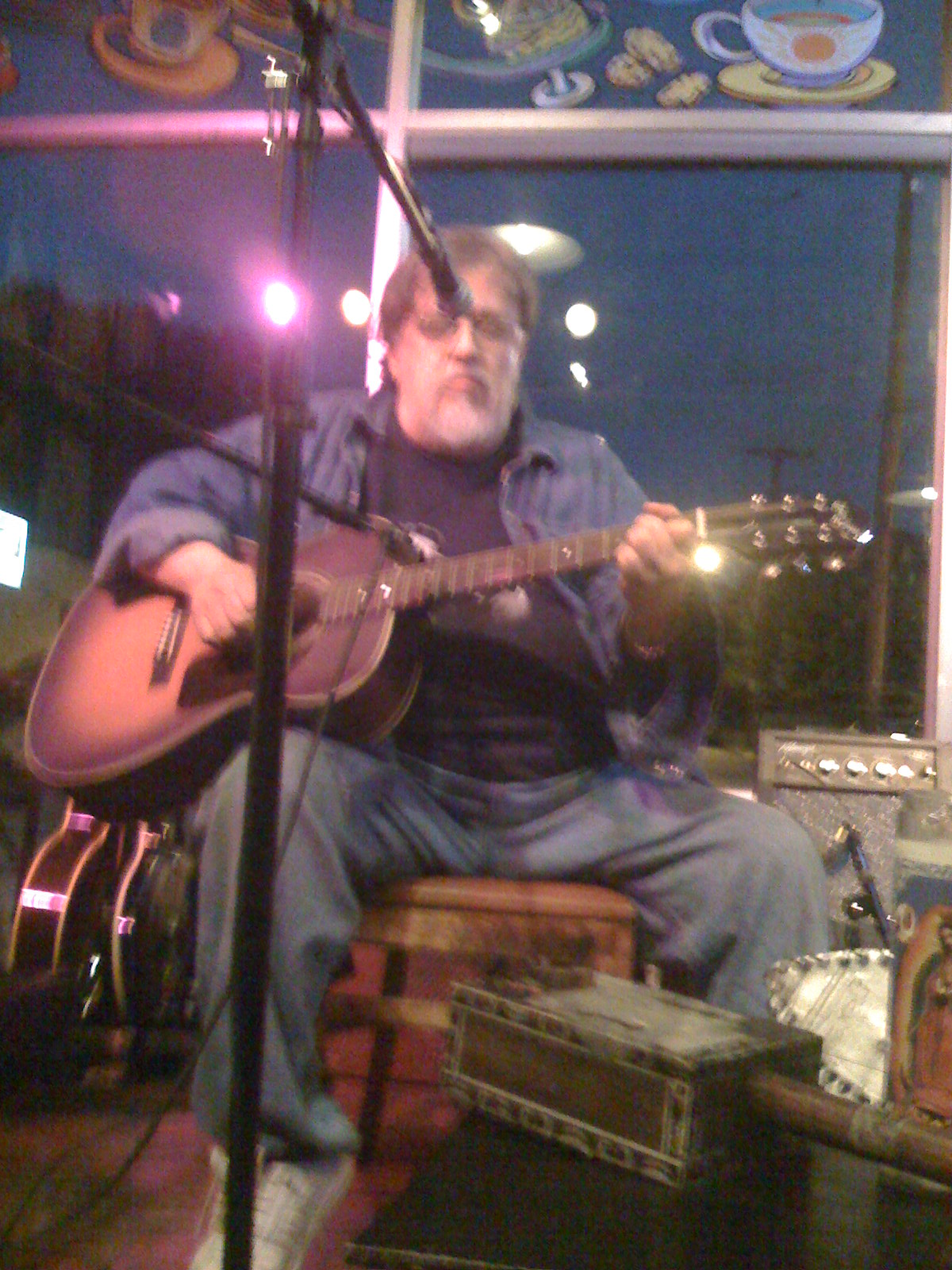
Jim Dickinson

James Luther Dickinson (* 15. November 1941 in Little Rock, Arkansas; † 15. August 2009 in Memphis (Tennessee)) war ein US-amerikanischer Musikproduzent, Musiker, Sänger und Songwriter.

## Biografie
Dickinson, geboren in Little Rock, wuchs in Chicago und Memphis auf. Er studierte an der Baylor University in Waco, Texas, und an der University of Memphis. Nach seinem Abschluss arbeitete er als Studiomusiker.
1966 begann Dickinson als Plattenproduzent für die Ardent Studios in Memphis zu arbeiten. In den späten 1960er Jahren gründete er mit Charlie Freeman (Gitarre), Michael Utley (Keyboards), Tommy McClure (Bass) und Sammy Creason (Schlagzeug) die Band Dixie Flyers, die etliche Musiker begleitete, darunter Bettye LaVette, Hank Ballard, James Carr und Albert Collins. Ab 1970 arbeiteten sie bei Atlantic Records für den Produzenten Jerry Wexler und begleiteten unter anderem Aretha Franklin, Carmen McRae, Delaney & Bonnie, Jerry Jeff Walker, Dee Dee Warwick, Ronnie Hawkins, Sam & Dave, Dion, Brook Benton, Lulu, Sam the Sham und Esther Phillips.
1971 startete Dickinson eine Solokarriere. Sein erstes Soloalbum Dixie Fried erschien 1972. In den 1970ern wurde er jedoch vor allem als Produzent bekannt. Er produzierte Musiker und Bands wie Big Star, Willy DeVille, Green on Red, Mojo Nixon, The Replacements, Tav Falco’s Panther Burns, Toots and the Maytals und Screamin’ Jay Hawkins.
Als Studiomusiker spielte Dickinson mit den Rolling Stones (Wild Horses), Ry Cooder, Bob Dylan und etlichen anderen. Daneben hatte er einige Projekte mit befreundeten Musikern, zum Beispiel als Raisins in the Sun oder mit Peter Kember als Spectrum Meets Captain Memphis. Bei zwei seiner Soloalben waren auch Dickinsons Söhne Luther and Cody beteiligt, die als North Mississippi Allstars selbst erfolgreich sind. 2003 erschien Dickinson kurz in der Filmdokumentation The Road to Memphis, Teil von Martin Scorseses TV-Serie The Blues.
Jim Dickinson starb am 15. August 2009 in Memphis an den Folgen einer Herzoperation. Er wurde 67 Jahre alt. Seine Söhne Cody und Luther Dickinson sind erfolgreiche Blues- und Rock-Musiker (North Mississippi Allstars).

## Diskografie

### Soloalben
- Dixie Fried (1972, Atlantic; CD issued by SepiaTone, 2002)
- A Thousand Footprints in the Sand (live) (1997, Last Call/Sony, France)
- Free Beer Tomorrow (2002, Artemis)
- Jungle Jim and the Voodoo Tiger (2006, Memphis Int’l)
- Fishing with Charlie (Spoken Word) (2006, Birdman)
- Killers from Space (2007, Memphis Int’l)
- Dinosaurs Run in Circles (2009, Memphis Int’l)
- I’m Just Dead, I’m Not Gone (2012, Memphis Int’l)

### Mit Mudboy and the Neutrons
- Known Felons in Drag (1986, New Rose)
- Negro Streets at Dawn (1993, New Rose)
- They Walk Among Us (1995, Koch)

### Mit Raisins in the Sun
- Raisins in the Sun (2001, Rounder)